# TV Marjan
TV Marjan je bivša televizijska kuća iz Splita. Prva je hrvatska privatna televizijska postaja. Otvorila je put drugim postajama. 
Počela je emitirati još za vrijeme socijalizma 1984., prije nego što je bilo ikakvih naznaka o promjeni društveno-političkog sustava u Hrvatskoj i raspada Jugoslavije. 
Postaju je utemeljio Goran Franić Futa. Program je emitirala s odašiljača na Marjanu. Prvotno je reemitirala satelitski program inozemnih postaja poput Super Channela te poslije MTV-a. Republički su inspektorati pravili probleme ovoj postaji koja je unatoč svemu emitirala i izrađivala svoj program. Naposljetku su svi dokumenti sređeni i takvo je emitiranje počelo 20. veljače 1990. godine. Postaja je sudjelovala u praćenju prvih hrvatskih izbora 1990. godine.
Za vrijeme velikosrpske agresije na Hrvatsku, bila je jedan od hrvatskih mostova prema svijetu, jer je zrakoplovstvo JNA bombardiralo odašiljače Hrvatske televizije. Budući da je TV Marjan imala satelitsku opremu, bila je jedna od postaja koja je prenosila HTV-ov program gradu Splitu i okolici, jer je HTV mogao Hrvatskoj prenositi program samo preko satelita. Novinari TV Marjana su također izvješćivali s bojišta, pri čemu su zabilježili neke od najdramatičnijih snimaka iz rata.
1997. je postala dijelom mreže hrvatskih malih televizijskih postaja, Mreže. Ista je zbog lošeg vođenja i sveza s optuživanim poslovnjakom Miroslavom Kutlom propala godinu dana poslije, povukavši TV Marjan za sobom.
Preko TV Marjan su se afirmirala neka hrvatska televizijska (Branko Nađvinski) te glazbena imena koja su svoje prve značajne minutaže i promicanja doživjela na ovoj televiziji.